# Eve Meyer
Eve Turner (Griffin, Georgia, Estados Unidos, 13 de diciembre de 1928; Tenerife, España, 27 de marzo de 1977), conocida como Eve  Meyer, fue una modelo estadounidense, una playmate de la revista Playboy. Cuando contaba con 26 años se convirtió en la playmate de junio de 1955.
Eve fue la primera playmate fotografiada expresamente para Playboy a partir de un esbozo presentado por el director de arte Arthur Paul al fotógrafo Russ Meyer, marido de ésta.
En 1969 se terminaría divorciando del polémico director. "Fui el típico cerdo. La abandoné y encontré otro par de tetas [...] Nos divorciamos, y Eve se mató en un accidente de avión. Me sentí fatal. Había sido un gran amor, un gran matrimonio".
Eve Meyer falleció en el mayor accidente aéreo de la historia de la aviación ocurrido en el Aeropuerto de Tenerife Norte.

## Filmografía

### Actriz
- Operation Dames (1959) .... Lorry Evering
- Eve and the Handyman (1961) .... Eve

### Productora
- Lorna (1964)
- Mudhoney (1965)
- Faster, Pussycat! Kill! Kill! (1965)
- Motorpsycho (1965)
- Mondo Topless (1966)
- Common Law Cabin (1967)
- Good Morning and... Goodbye! (1967)
- Finders Keepers, Lovers Weepers! (1968)
- Vixen! (1968)
- Cherry, Harry & Raquel! (1970)
- Beyond the Valley of the Dolls (1970)
- The Seven Minutes (1971)
- The Jesus Trip (1971)
- Black Snake (1973)